# Teodozjusz (Pajkusz)
Teodozjusz, imię świeckie Josyp Wasylowicz Pajkusz (ur. 4 grudnia 1955 w Iwanie-France (obecnie Nahujowice), zm. 31 grudnia 2012 w Kijowie) – biskup Ukraińskiego Kościoła Prawosławnego Patriarchatu Kijowskiego.

## Życiorys
Ukończył technikum gospodarstwa wiejskiego w Stryju w 1975. W latach 1975–1977 odbywał zasadniczą służbę wojskową, po czym znalazł zatrudnienie w fabryce w Drohobyczu. Był związany z Cerkwią, śpiewał w chórze parafii Trójcy Świętej w Drohobyczu. W 1990 rozpoczął naukę w seminarium duchownym w Kijowie; naukę ukończył w analogicznej szkole w Tarnopolu w 1993.
17 lutego 1991 przyjął święcenia diakońskie z rąk arcybiskupa tarnopolskiego i buczackiego (jurysdykcji Ukraińskiego Autokefalicznego Kościoła Prawosławnego) Bazylego. Ten sam hierarcha 14 kwietnia 1991 wyświęcił go na kapłana i skierował do służby duszpasterskiej w dekanacie zborowskim. W kolejnych latach duchowny przyjął jurysdykcję Ukraińskiego Kościoła Prawosławnego Patriarchatu Kijowskiego i służył w jego eparchiach sumskiej oraz czernihowskiej. 4 kwietnia 2003 biskup czernihowski i nieżyński Michał przyjął od niego wieczyste śluby mnisze, nadając mu imię zakonne Teodozjusz na cześć św. Teodozjusza Czernihowskiego. W tym samym roku otrzymał godność igumena, zaś w roku następnym - archimandryty.
28 lipca 2004 został wyświęcony na biskupa czernihowskiego i nieżyńskiego. Eparchią kierował przez dwa lata, po czym z uwagi na zły stan zdrowia został skierowany do eparchii kijowskiej jako jej wikariusz z tytułem biskupa wasylkowskiego. W marcu roku następnego przeszedł w stan spoczynku i zamieszkał w monasterze św. Teodozjusza w Kijowie. 13 maja 2011 ponownie został biskupem wasylkowskim, a od lipca tegoż roku - namiestnikiem klasztoru, w którym przebywał. Godność tę pełnił do końca życia.